# Elasmothemis aliciae
Elasmothemis aliciae là loài chuồn chuồn trong họ Libellulidae. Loài này được González-Soriano & Novelo-Gutiérrez mô tả khoa học đầu tiên năm 2006.